# South Pacific (film 2001)
South Pacific è un film televisivo del 2001 diretto da Richard Pearce e tratto dall'omonimo musical di Rodgers e Hammerstein.

## Trama
In un'isola del Pacifico meridionale nel pieno della seconda guerra mondiale, l'infermiera Nellie Forbush si innamora nel misterioso proprietario terriero francese Emile de Becque, mentre un giovane marine deve combattere contro i propri pregiudizi razziali dopo essersi innamorato di una ragazza del luogo.

## Sviluppo

### Riprese
La gran parte delle riprese principali è stata effettuata in Australia, ad eccezione di alcune scene girate sull'isola di Moorea, vicino a Tahiti.

## Accoglienza
Il film ottenne recensioni contrastanti. Il New York Times lodò il cast e, in particolare, l'interpretazione di Glenn Close; inoltre, ha fatto presente che la tematica razziale emerge più chiaramente in questo adattamento rispetto alla pellicola del 1958, che fu considerata inferiore ll film televisivo del 2001 anche a causa della regia troppo teatrale. Il film fu accolto più freddamente dai critici e storici del teatro, che lamentarono l'eliminazione di alcuni brani musicali e il fatto che l'ordine delle canzoni non rispecchiasse quello del libretto originale.

## Riconoscimenti
- 2002 - Premio Emmy[3]
  - Candidatura per la miglior direzione musicale per Paul Bogaev
  - Candidatura per il miglior sonoro in una miniserie o film televisivo per Rick Ash, Joe Earle. Joel Moss, Guntis Sics